# Хто увійде в останній вагон
«Хто увійде в останній вагон» (рос. Кто войдет в последний вагон) — радянський художній фільм 1986 року, знятий на кіностудії «Молдова-фільм».

## Сюжет
Коханий медсестри Інни Сорокіної повинен виїхати в тривале закордонне відрядження. Героїня, котра переживає важку душевну кризу, їде в санаторій, сподіваючись там завести серйозне знайомство і позбутися від самотності, яка насувається. Курортний роман з Адамом (Вадимом) не приводить до бажаного шлюбу, але допомагає героїні знайти внутрішню свободу.

## У ролях
- Лариса Удовиченко — Інна Сорокіна, медсестра в пологовому будинку
- Анатолій Ромашин — Вадим Віталійович Панкратов, перекладач
- Микола Караченцов — Анісімов, одружений коханець Інни
- Тетяна Пельтцер — Антоніна Миколаївна, клоунеса
- Людмила Крилова — Світлана, дружина Панкратова
- Маргарита Сергеєчева — Пескарьова
- Юрій Саранцев — Валік, шахтар
- Раїса Рязанова — Валентина, дружина Валіка
- Нінела Каранфіл — Іраїда
- Євгенія Ханаєва — Агнеса
- Олена Драпеко — Олена, сусідка
- Вадим Вільський — Адольф Карлович
- Тамара Шемпель — Рая, подруга Світлани
- Ніна Доні — епізод
- Тетяна Ніколаєва — епізод
- Геннадій Скоморохов — фізкультурник
- Галина Сабурова — епізод
- Тамара Тимофєєва — Тамара Яківна

## Знімальна група
- Режисер-постановник — Борис Конунов
- Сценаристка — Вікторія Токарєва
- Оператор-постановник — Дмитро Моторний
- Композитор — Валентин Динга
- Художник-постановник — Станіслав Булгаков